# JRホテルグループ
JRホテルグループ（ジェイアールホテルグループ）とは、JR各社が運営する各ホテルグループの総称。ここでは、国鉄共済組合が開設した弥生会館についても述べる。

## 概要
鉄道院時代の奈良ホテルや日本ホテルによる東京ステーションホテルを嚆矢に、日本国有鉄道（国鉄）は運営会社を設立あるいは出資を通じてホテル事業を行っており、1984年8月にグループ化させた前身の「JNRホテルグループ」を発足した。分割民営化後は、JR各社が沿線毎にホテル事業会社（日本ホテル、XXターミナルホテルなど）の出資を継承し、現在までに数多くの新たなホテルが各社によって開業されている。なお、民営化後に新設された一部のホテルはIHG・ANAやオークラニッコーホテルマネジメント、マリオット・インターナショナル等の共同出資によって、ダブルネーム（複数のホテルブランド）で運営されている施設もある。また、旅客鉄道会社の子会社などで資本面での関わりがあるものの、JRホテルグループには属していない宿泊施設がある。
国鉄時代に建てられたホテルの多くが「○○ターミナルホテル」という名称であったが、今日ではほとんどがJR各社のブランド名に改称されている。これは英語の"terminal"が医学用語で「末期の」「臨終の」という意味でも使われることから、それを嫌ったためである（永六輔は著書で「"TERMINAL HOTEL"を『終末医療を行う施設』を指す語として用いている国も多く、海外旅行客がこの名前を嫌って宿泊しないことに気付いたため名称変更した」と指摘している）。2017年12月31日に、最後まで「○○ターミナルホテル」を名称に使用していた「三宮ターミナルホテル」が閉館したことにより、国鉄時代からの「駅名・都市名＋ターミナルホテル」を使用するJRホテルグループのホテルは消滅した。

## 各社のホテルグループ

### JR北海道
北海道旅客鉄道は、「JR北海道ホテルズ」という名称でグループを構成している。JR北海道による経営合理化の推進を目的に、2018年にシティホテル運営の「JR北海道ホテルズ」と宿泊特化型のホテルを運営する「北海道JRインマネジメント」の2社が合併した。
- シティホテル（オークラ ニッコー ホテルマネジメントとマネジメント提携）
  - JRタワーホテル日航札幌
  - ホテル日航ノースランド帯広
- JRイン（宿泊特化型ホテル）
  - 札幌・旭川・札幌南口・千歳・函館・札幌北2条

以下のホテルは営業を終了しているか、売却等でグループより離脱している。
- 旭川ターミナルホテル（1982年10月開業、2012年9月30日閉店）
- ロワジールホテル旭川（旭川ターミナルビル運営、2015年10月売却）
- クロフォード・イン大沼（北海道キヨスク運営、2015年11月売却）
- さっぽろ弥生（旧札幌弥生会館　北海道キヨスク運営、2021年8月末で営業終了）
- JRイン帯広（2011年6月開業、2021年11月30日営業終了）

### JR東日本
東日本旅客鉄道は、「JR東日本ホテルズ」という名称で、複数のホテル運営会社（関東圏は日本ホテル、それ以外の地域は当地の駅ビル運営法人による運営のパターンが多い）を包括してグループを構成している。JR東日本ホテルズとしてのグループ事務局機能は、日本ホテルが担当している。
JRホテルグループに属するブランド
- メトロポリタンホテルズ（シティホテル）
- JR東日本ホテルメッツ（宿泊特化型ホテル）…鉄道事業エリア域外である、北海道札幌市北区にも当ホテルが所在する。
- 東京ステーションホテル
- ホテルドリームゲート舞浜（舞浜駅隣接）
- ホテルファミリーオ・ホテルフォルクローロ...（長期滞在型ホテル）
  - 和のゐ 角館…フロント業務はホテルフォルクローロ角館が行う。
- ホテルニューグランド
- メズム東京、オートグラフコレクション（マリオット・インターナショナルのオートグラフコレクションにも属する。）

### JR貨物
JR東日本ホテルズに属する「JR東日本ホテルメッツ田端」は、田端操駅（現在の田端信号場駅）の敷地を活用して日本貨物鉄道が建築し、同社子会社の「ジェイアールエフ・ホテル」→のちの「ジェイアールエフ開発」がJR東日本のフランチャイズとして運営を行っていた。しかし同店舗は2012年7月1日付でJR東日本グループへ移管し、経営および運営業務は日本ホテルが行うこととなり、JR貨物グループの運営ホテルは消滅した。その後2022年3月31日をもって閉館、改装を経て2023年11月17日よりホテルB4T田端として再開業している。また、日本ホテルが運営する「ホテルメトロポリタンエドモント」新館の「イーストウィング」を内包した再開発街区「アイガーデンエア」は、JR貨物などが所有するかつての飯田町駅周辺の跡地を利活用したもので、イーストウィングはこの開発事業に参画したJR東日本によって、JR貨物の所有地に建設されたものである。

### JR東海
東海旅客鉄道は、子会社のジェイアール東海ホテルズが、「アソシアホテルズ&リゾーツ」というグループ名称で運営している。2017年4月17日にJRゲートタワー内に名古屋JRゲートタワーホテルを開業した。
アソシアホテルズ&リゾーツの内、次の施設はマリオット・インターナショナルに加盟し、JRホテルグループには含まれていない。
- 名古屋マリオットアソシアホテル

### JR西日本

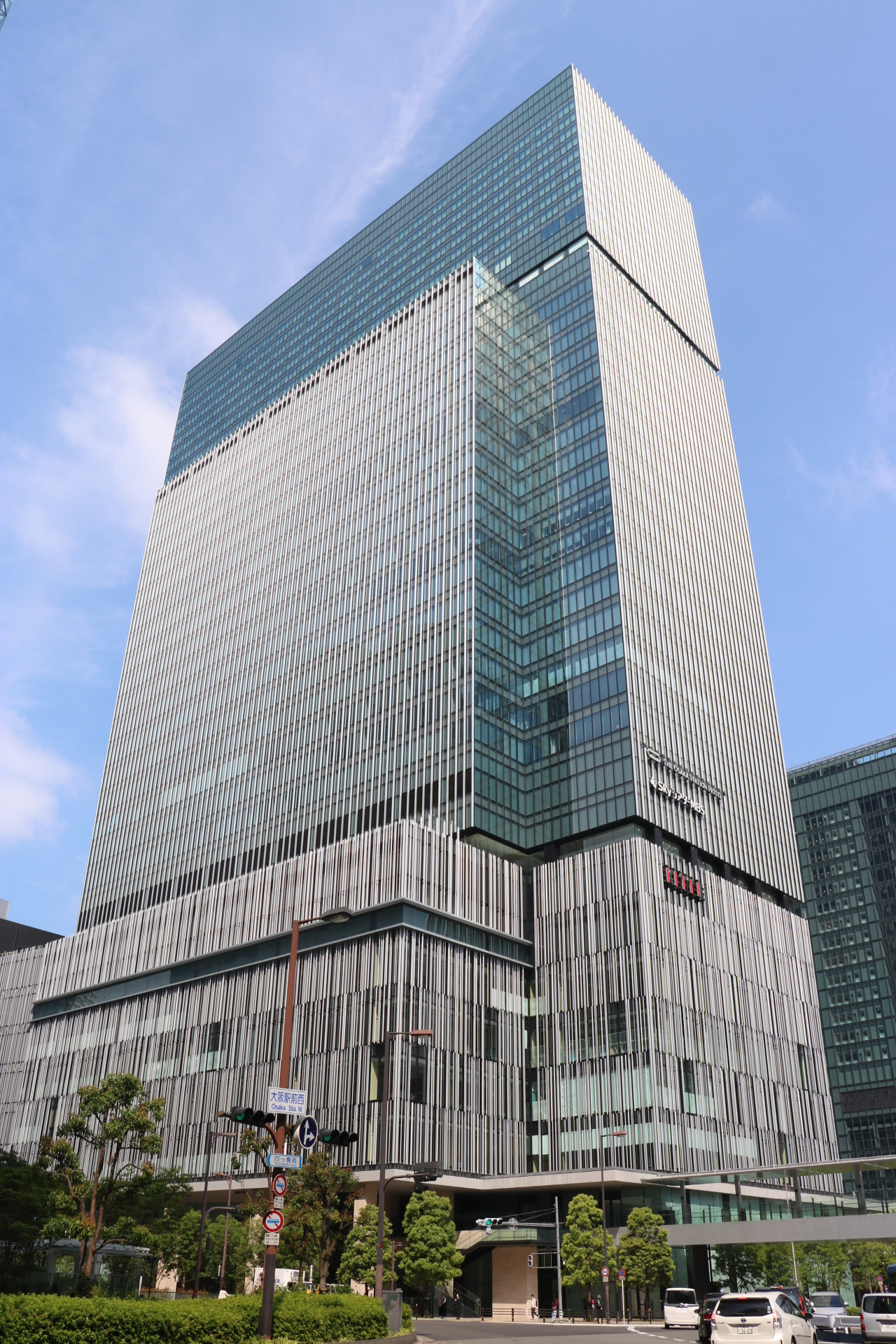
大阪ステーションホテル、オートグラフコレクション

西日本旅客鉄道は、「JR西日本ホテルズ」という名称でグループを構成している。
- ホテルグランヴィア
  - 大阪・京都・和歌山・岡山・広島
- ホテルヴィスキオ by GRANVIA
  - ホテルヴィスキオ尼崎 by GRANVIA（旧ホテルホップイン・アミング、尼崎駅）
  - ホテルヴィスキオ大阪 by GRANVIA
  - ホテルヴィスキオ京都 by GRANVIA
  - ホテルヴィスキオ富山
- 奈良ホテル（かつては株式会社近鉄・都ホテルズとの合弁。2019年3月31日まで都ホテルズ&リゾーツにも加盟）
- 梅小路ポテル京都
- 大阪ステーションホテル、オートグラフコレクション（2024年7月31日開業、マリオット・インターナショナルのオートグラフコレクションにも属する）

なお、完全子会社のジェイアール西日本デイリーサービスネットが運営するビジネスホテル「ヴィアイン」が事業を広げているが、JR西日本ホテルズ・JRホテルグループには属していない。
また、同じくJR西日本中国メンテックが運営するビジネスホテル「グリーンホテル米子」もJR西日本ホテルズ・JRホテルグループには属していない。

### JR四国

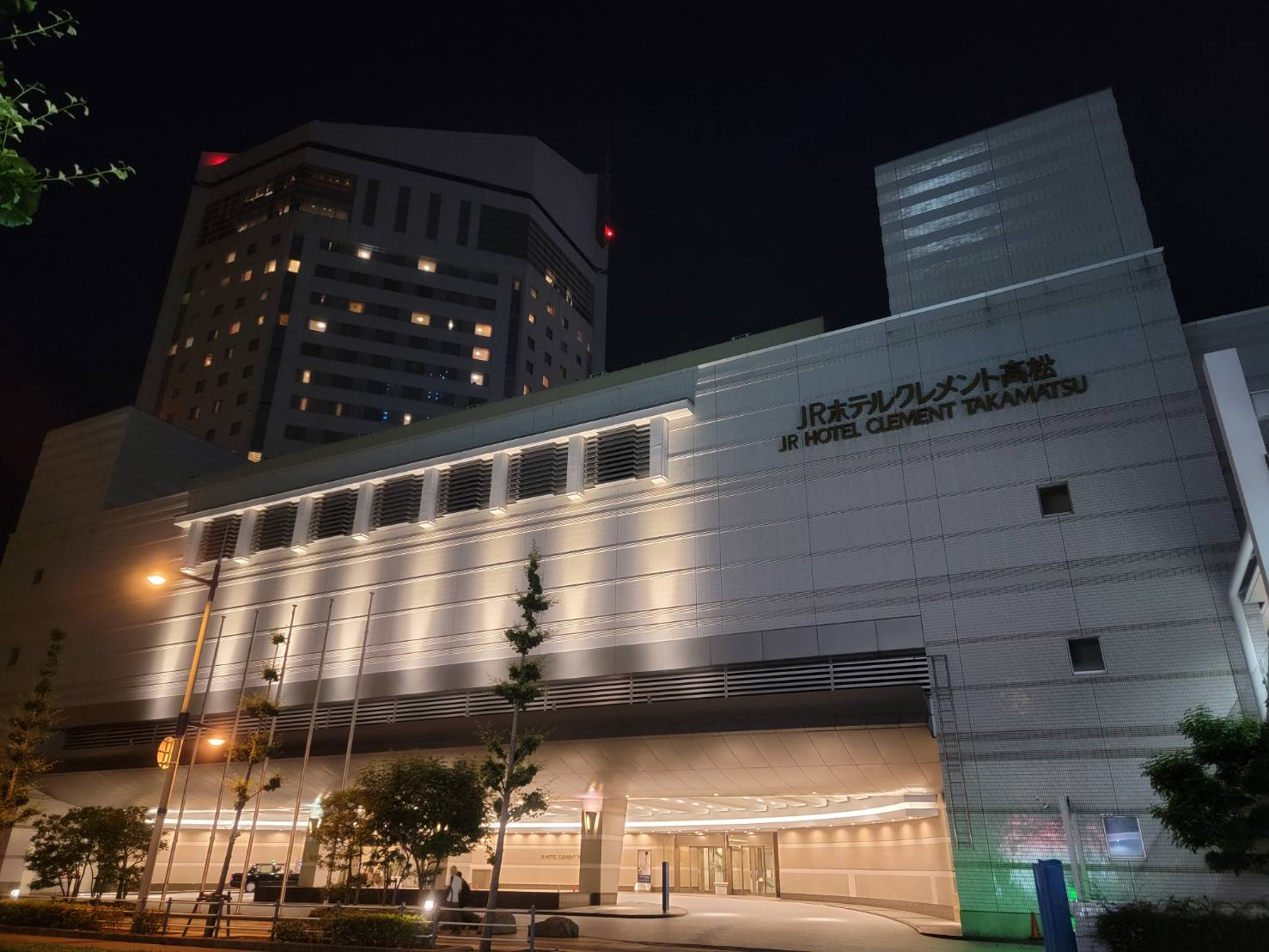
JRホテルクレメント高松

四国旅客鉄道は、子会社のJR四国ホテルズを中心に、「JR四国ホテルグループ」という名称でグループを構成している。2021年9月16日にJR予讃線今治駅前にJRクレメントイン今治が開業。JR四国が運営する簡易宿泊施設、4S STAYはJR四国ホテルグループ・JRホテルグループに属していない。
- 株式会社JR四国ホテルズ
  - JRホテルクレメント（シティホテル、宇和島を除き、阪急阪神第一ホテルグループでもある）
    - JRホテルクレメント高松
    - JRホテルクレメント徳島
    - JRホテルクレメント宇和島

  - JRクレメントイン…宿泊特化型のホテル事業[8]。
    - JRクレメントイン高松
    - JRクレメントイン高知
    - JRクレメントイン今治
    - JRクレメントイン姫路

  - 道後やや

JR四国ホテルグループの内、次の宿泊施設はJRホテルグループには属していない（なお、阪急阪神第一ホテルグループにも属していない）。
- 四国開発建設株式会社
  - 四万十の宿（リゾートホテル）

森の国ホテル（リゾートホテル）は、2012年に共立メンテナンスへ運営移管。

### JR九州

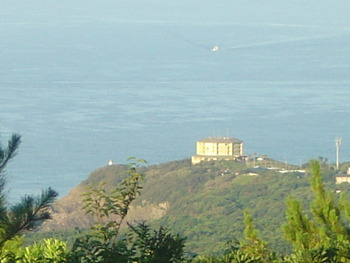
JRホテル屋久島遠景

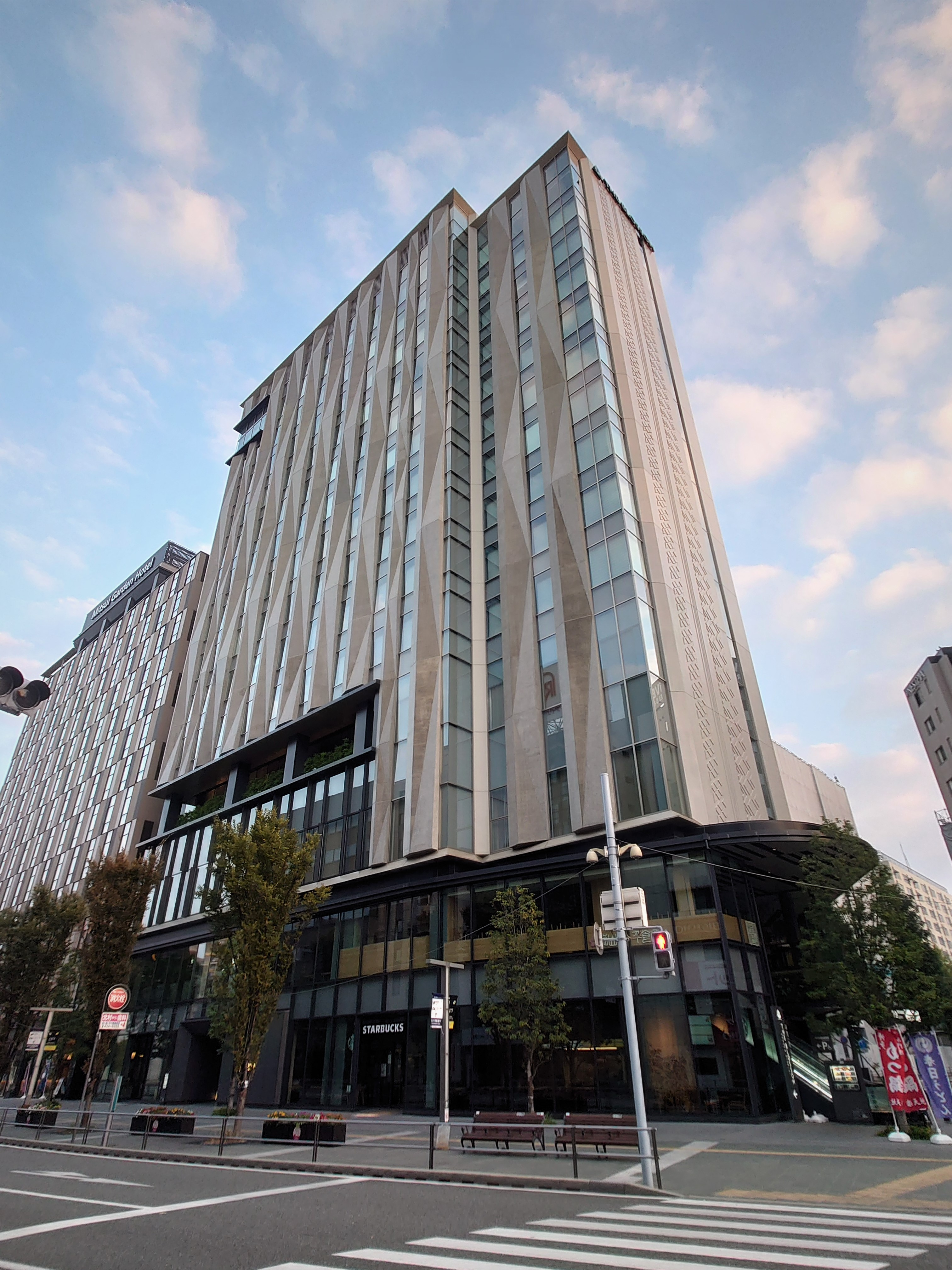
THE BLOSSOM HAKATA Premier

九州旅客鉄道は、「JR九州グループホテル」という名称でグループを構成している。なお、施設名の横に△が付いているホテル・旅館はJRホテルメンバーズ対象外の施設である。
2018年4月1日、九州旅客鉄道の中間持株会社としてJR九州ホテルズアンドリゾーツホールディングスが設立され、「おおやま夢工房」以外の運営会社が傘下に編入されたが、2021年3月31日のJR九州ホテルズアンドリゾーツホールディングスの事業終了に伴い、九州旅客鉄道本体の直営となっている。なお、2024年10月にJR九州ホテルズ、JR九州ハウステンボスホテル、JR九州ステーションホテル小倉、JR九州ホテルマネジメントの4社が合併しJR九州ホテルズアンドリゾーツと社名変更し、一部ホテルを除き同社運営となった。
- JR九州ホテルズアンドリゾーツ株式会社運営
  - 旧：JR九州ホテルズ株式会社運営
    - THE BLOSSOM（ザ・ブラッサム）
    - JR九州ホテル ブラッサム
      - ブラッサム那覇[11]
      - 鉄道事業エリア域外である、東京都新宿区（JR九州ホテル ブラッサム新宿）及び東京都港区（THE BLOSSOM HIBIYA）にも当ブランドホテルが所在する。

    - JR九州ホテル（ビジネスホテルチェーン）
    - 別府温泉 竹と椿のお宿「花べっぷ」 （旧：JR九州の宿『べっぷ荘』、分鉄開発株式会社→JR九州ホテルズ運営、温泉旅館）
      - 分鉄開発時代はJRホテルメンバーズ対象外だった。

  - JR九州ステーションホテル小倉（旧JR九州ステーションホテル小倉株式会社運営、小倉駅ステーションビル内のシティホテル）
  - ホテルオークラJRハウステンボス△（旧JR九州ハウステンボスホテル株式会社運営、オークラ ホテルズ ＆ リゾーツにも加盟。）
  - 長崎マリオットホテル△（旧JR九州ホテルマネジメント株式会社運営）
- 株式会社おおやま夢工房運営
  - 奥日田温泉 うめひびき△
- JRホテル屋久島（鉄道沿線外に初進出）は2023年5月21日に営業終了。現在は平川商事運営の「ホテル屋久島」→「samana hotel Yakushima」。

## 弥生会館
弥生会館（やよいかいかん）は、国鉄職員およびその退職者を対象に長期給付事業（年金）、短期給付事業（医療給付）、物資事業（小売、通称「国鉄物資部」）などを行った共済組合の国鉄共済組合が、組合員の福利厚生を目的に経営したホテル業態の保養宿泊施設である。1969年11月に東京都文京区根津に開館したのを皮切りに、1986年までに全国9か所に開設された。
1987年、日本国有鉄道改革法等施行法に基づいて国鉄共済組合が改称した日本鉄道共済組合が事業を承継し、国鉄清算事業団共済事務局が運営したが、1996年の旧3公社共済組合の厚生年金統合にあたり、日本鉄道共済組合が国から約8700億円の追加負担を求められたため、その費用捻出のため一部を除き経営権が用地を所有または管理するJR各社に売却された。最後まで営業していた「ホテルさっぽろ弥生」が2021年に閉館したため、現存するものはない。

### JR北海道に売却
- 札幌弥生会館（札幌市中央区北3条西12丁目） - 1963年に「札幌保養所」として開業し、1979年に業態転換して「札幌弥生会館」に改称。売却後JR北海道が改修を行い、「ホテルさっぽろ弥生」に改称して1997年4月に再開館したが、札幌駅に「JRタワーホテル日航札幌」を開設することを受けて2003年1月31日閉館。JR北海道関連会社の北海道ジェイ・アール・フーズ（2010年、北海道キヨスクと合併）が施設を借り、温浴施設「極楽湯さっぽろ弥生店」を併設して同年11月19日再開館。建物の老朽化とJR北海道による周辺再開発計画のため、2021年8月31日に閉館した[13]。

### JR東日本に売却
- 東京弥生会館（文京区根津2丁目）- 1969年開館。根津に隣接する弥生にちなんで「弥生会館」と命名され、名称は以後の国鉄共済組合運営のホテルに継承された。2006年2月28日に閉館し[14]、大京のタワーマンション「ザ・ライオンズ上野の森」用地となった[15]。
- 芝弥生会館（港区海岸1丁目） - 1982年開館。売却後日本レストランエンタプライズが「シーサイドホテル芝弥生会館」として運営し、JR東日本が隣接する東京乗車券管理センターや浜松町社宅などの用地を合わせて立案した再開発事業計画により2016年7月31日に閉館[16]。用地は「WATERS takeshiba」高層棟および駐車場棟の一部となった。

### JR東海に売却
- 名古屋弥生会館（名古屋市千種区内山3丁目）- 1978年開館。2003年6月に閉館し、NTP名古屋トヨペットが2006年、「NTP名古屋トヨペット千種内山ビル」（現・NTPプラザ千種内山ビル）を建設した。

### JR西日本に売却
- 京都弥生会館（京都市中京区西ノ京栂尾町、現・西ノ京星池町） - 1986年開館。2009年6月30日閉館し、ジェイアール西日本不動産開発が2011年、スーパーマーケット「ライフ二条駅前店」を開業した[17]。
- 大阪弥生会館（大阪市北区芝田2丁目） - 1972年開館。ジェイアール西日本ウェルネットが運営し2015年9月26日閉館。ジェイアール西日本ホテルズが2018年、「ホテルヴィスキオ大阪」を開業した[18]。
- 広島弥生会館（広島市東区二葉の里3丁目） - 1978年開館。1952年に国鉄が鉄道用地として国から借地していた広島駅北口の国有地借地契約期限のため2004年12月31日に閉館[19]。用地は隣接するJR二葉の里アパート用地とともに国に返還されたのち、2012年に広島県が取得し、2015年に「広島県医師会館」が完成した。

### JR各社に売却されなかったもの
- 仙台弥生会館（仙台市青葉区五橋1丁目） - 1973年開館。赤字を理由にJR東日本が経営権を引き継がなかったため、1996年に閉館し[12]、仙台支社の新支社ビル用地となった。
- 小倉弥生会館（北九州市小倉北区室町3丁目） - 1976年開館。小倉駅に「JR九州ステーションホテル小倉」を開設することを理由にJR九州が経営権を引き継がなかったため、1997年11月16日に閉館[20]。JR九州が2004年、「ヤマダ電機テックランド小倉本店」を建設した[21]。

## 予約センター
宿泊予約は、各グループのインターネット予約・各社旅行窓口・各ホテル・旅行代理店でもできるが、JRホテルグループとしても「JRホテルグループ東京予約センター」という予約窓口を東京駅に設けている。JRホテルグループに属していない宿泊施設の予約等は受け付けられない。
青春18きっぷ・ナイスミディパス・フルムーン夫婦グリーンパス利用者のホテルの予約および問い合わせについては、このセンター宛へ案内されていた。

## JRホテルメンバーズ
日本ホテルが事務局となり、JRホテルズのうちの4グループ（JR東日本ホテルズ・アソシアホテルズ&リゾーツ（JR東海系）・JR西日本ホテルズ・JR九州グループホテル）が加盟する独自の会員組織として、「JRホテルメンバーズ」がある。対象全グループホテルでホテル・直営レストラン利用毎にポイントが貯まり、貯まったポイントは対象ホテル・レストランでの利用代金に充当できる。
当初はJR東日本ホテルズのみの会員組織「EASTYLE MEMBERS」（イースタイルメンバーズ）であったが、2014年8月1日にJR九州グループホテルでも利用できるようになった。そして2017年7月1日に、新たにジェイアール東海ホテルズ運営のアソシアホテルズ&リゾーツ加盟ホテルが加入することになり、6月13日に名称を「JRホテルメンバーズ」へと変更した。JR四国ホテルズのうちクレメントイン4施設とJRホテルクレメント宇和島に関してはポイントパートナーという形で対応する。
2018年6月からはJR西日本ホテルズ（ジェイアール西日本ホテル開発）が運営するグランヴィアブランド・ヴィスキオブランド・奈良ホテルが新たにメンバーホテルとして加入した。また、同年12月15日からポイント提携先の「Suicaポイント」が「JRE POINT」に共通化されたことに伴い、JRホテルメンバーズのポイント交換先がJRE POINTに変更になった。また、2018年4月2日には「JRE POINT」に加え、JR九州の「JRキューポ」にも交換できるようになり、同時に入会方法がこれまでホテルへの直接申し込みのみであったのが、インターネットでの申し込みも可能になった。2018年6月1日からは、JR西日本の会員向けポイント「J-WESTポイント」（WESTERポイント）への交換も可能になる。2024年4月25日から、JR東海の「TOKAI STATION POINT」への交換にも対応している。
なお、JR九州グループホテルのうちJR九州ホテルズ&リゾーツ運営のホテルオークラJRハウステンボス（旧JR九州ハウステンボスホテル運営）及び長崎マリオットホテル（旧JR九州ホテルマネジメント運営）、奥日田温泉 うめひびき（おおやま夢工房運営）はJRホテルメンバーズの対象外となる。

## 割引サービス
JRホテルグループとして割引（正規料金の10%程度）が受けられる。
- JRカード・ビューカード・JR東海エクスプレスカード・J-WESTカード・JQ CARD会員
  - 状況によっては、各ホテルが個別に設定している割引サービスの方が割引率等が良い場合がある。
- 青春18きっぷ・ナイスミディパス・フルムーン夫婦グリーンパス利用者
- JRホテルメンバーズ加入者（JR九州グループホテル加盟のホテルの一部を除く）に対しても、正規料金の10%引（一部は15%ないしは20%引）料金、ないしはホームページで公開されている特別プランの料金（原則ネット申し込みのみ）のいずれかで利用できる。加えて、ポイント付与も行われる（利用ホテルによっては、館内のレストランや宴会利用についても、ポイント付与や特典の対象となる）。